# 刘春 (总领事)
刘春（？—），男，中华人民共和国外交官，曾任中华人民共和国驻哥德堡总领事。

## 生平
1985年，刘春毕业于四川大学中文系，进入中华人民共和国外交部工作，先后在外交部机关党委、驻塞拉利昂大使馆、外交部干部司、驻温哥华总领事馆、外交部礼宾司、外交部办公厅任职，后任至外交部办公厅政工参赞。2013年，任驻荷兰大使馆政务参赞。2015年8月，出任中华人民共和国驻哥德堡总领事。2018年，任中国人民外交学会党组成员、机关党委书记。